# Championnat du monde de street-hockey 2013
Navigation
Slovaquie 2011 Suisse 2015
Le championnats du monde street-hockey a eu lieu en 2013 en Canada. C'est la 10e édition de cette épreuve. 

## Résultats

### Phase de groupes

#### Groupe A
| Rang  | Équipe    | Pts | J | G | N | P  | Bp | Bc  | Diff |
| ----- | --------- | --- | - | - | - | -- | -- | --- | ---- |
| +001, | Canada    | 4   | 4 | 0 | 0 | 26 | 5  | +21 | 8    |
| +002, | Slovaquie | 4   | 3 | 0 | 1 | 16 | 5  | +11 | 6    |
| +003, | Grèce     | 4   | 2 | 0 | 2 | 12 | 6  | +6  | 4    |
| +004, | Allemagne | 4   | 1 | 0 | 3 | 8  | 26 | -18 | 2    |
| +005, | Pakistan  | 4   | 0 | 0 | 4 | 8  | 28 | -20 | 0    |

| 2 juin 2013 | Slovaquie | 8-1 (2-1, 2-0, 4-0) | Pakistan |  |

| Feuille de match | Feuille de match | Feuille de match | Feuille de match | Feuille de match |
| ---------------- | ---------------- | ---------------- | ---------------- | ---------------- |
|                  |                  |                  |                  |                  |
|                  |                  |                  |                  |                  |
|                  |                  |                  |                  |                  |
|                  |                  |                  |                  |                  |

| 2 juin 2013 | Canada | 11-0 (5-0, 4-0, 2-0) | Allemagne |  |

| Feuille de match | Feuille de match | Feuille de match | Feuille de match | Feuille de match |
| ---------------- | ---------------- | ---------------- | ---------------- | ---------------- |
|                  |                  |                  |                  |                  |
|                  |                  |                  |                  |                  |
|                  |                  |                  |                  |                  |
|                  |                  |                  |                  |                  |

| 3 juin 2013 | Slovaquie | 6-0 (2-0, 2-0, 2-0) | Allemagne |  |

| Feuille de match | Feuille de match | Feuille de match | Feuille de match | Feuille de match |
| ---------------- | ---------------- | ---------------- | ---------------- | ---------------- |
|                  |                  |                  |                  |                  |
|                  |                  |                  |                  |                  |
|                  |                  |                  |                  |                  |
|                  |                  |                  |                  |                  |

| 3 juin 2013 | Canada | 3-2 (1-1, 2-1, 0-0) | Grèce |  |

| Feuille de match | Feuille de match | Feuille de match | Feuille de match | Feuille de match |
| ---------------- | ---------------- | ---------------- | ---------------- | ---------------- |
|                  |                  |                  |                  |                  |
|                  |                  |                  |                  |                  |
|                  |                  |                  |                  |                  |
|                  |                  |                  |                  |                  |

| 4 juin 2013 | Grèce | 4-0 (1-0, 2-0, 1-0) | Pakistan |  |

| Feuille de match | Feuille de match | Feuille de match | Feuille de match | Feuille de match |
| ---------------- | ---------------- | ---------------- | ---------------- | ---------------- |
|                  |                  |                  |                  |                  |
|                  |                  |                  |                  |                  |
|                  |                  |                  |                  |                  |
|                  |                  |                  |                  |                  |

| 4 juin 2013 | Canada | 3-0 (0-0, 2-0, 1-0) | Slovaquie |  |

| Feuille de match | Feuille de match | Feuille de match | Feuille de match | Feuille de match |
| ---------------- | ---------------- | ---------------- | ---------------- | ---------------- |
|                  |                  |                  |                  |                  |
|                  |                  |                  |                  |                  |
|                  |                  |                  |                  |                  |
|                  |                  |                  |                  |                  |

| 5 juin 2013 | Grèce | 5-1 (1-0, 2-1, 2-0) | Allemagne |  |

| Feuille de match | Feuille de match | Feuille de match | Feuille de match | Feuille de match |
| ---------------- | ---------------- | ---------------- | ---------------- | ---------------- |
|                  |                  |                  |                  |                  |
|                  |                  |                  |                  |                  |
|                  |                  |                  |                  |                  |
|                  |                  |                  |                  |                  |

| 5 juin 2013 | Canada | 9-3 (1-1, 6-1, 2-1) | Pakistan |  |

| Feuille de match | Feuille de match | Feuille de match | Feuille de match | Feuille de match |
| ---------------- | ---------------- | ---------------- | ---------------- | ---------------- |
|                  |                  |                  |                  |                  |
|                  |                  |                  |                  |                  |
|                  |                  |                  |                  |                  |
|                  |                  |                  |                  |                  |

| 6 juin 2013 | Allemagne | 7-4 (2-0, 2-2, 3-2) | Pakistan |  |

| Feuille de match | Feuille de match | Feuille de match | Feuille de match | Feuille de match |
| ---------------- | ---------------- | ---------------- | ---------------- | ---------------- |
|                  |                  |                  |                  |                  |
|                  |                  |                  |                  |                  |
|                  |                  |                  |                  |                  |
|                  |                  |                  |                  |                  |

| 6 juin 2013 | Slovaquie | 2-1 (1-1, 1-0, 0-0) | Grèce |  |

| Feuille de match | Feuille de match | Feuille de match | Feuille de match | Feuille de match |
| ---------------- | ---------------- | ---------------- | ---------------- | ---------------- |
|                  |                  |                  |                  |                  |
|                  |                  |                  |                  |                  |
|                  |                  |                  |                  |                  |
|                  |                  |                  |                  |                  |

#### Groupe B
| Rang  | Équipe     | Pts | J | G | N | P  | Bp | Bc  | Diff |
| ----- | ---------- | --- | - | - | - | -- | -- | --- | ---- |
| +001, | Portugal   | 4   | 4 | 0 | 0 | 20 | 7  | +13 | 8    |
| +002, | Tchéquie   | 4   | 3 | 0 | 1 | 31 | 4  | +27 | 6    |
| +003, | États-Unis | 4   | 2 | 0 | 2 | 28 | 13 | +15 | 4    |
| +004, | Suisse     | 4   | 1 | 0 | 3 | 21 | 15 | +6  | 2    |
| +005, | France     | 4   | 0 | 0 | 4 | 0  | 61 | -61 | 0    |

| 2 juin 2013 | États-Unis | 16-0 (8-0, 3-0, 5-0) | France |  |

| Feuille de match | Feuille de match | Feuille de match | Feuille de match | Feuille de match |
| ---------------- | ---------------- | ---------------- | ---------------- | ---------------- |
|                  |                  |                  |                  |                  |
|                  |                  |                  |                  |                  |
|                  |                  |                  |                  |                  |
|                  |                  |                  |                  |                  |

| 2 juin 2013 | Tchéquie | 4-1 (1-0, 0-0, 3-1) | Suisse |  |

| Feuille de match | Feuille de match | Feuille de match | Feuille de match | Feuille de match |
| ---------------- | ---------------- | ---------------- | ---------------- | ---------------- |
|                  |                  |                  |                  |                  |
|                  |                  |                  |                  |                  |
|                  |                  |                  |                  |                  |
|                  |                  |                  |                  |                  |

| 3 juin 2013 | États-Unis | 7-1 (3-1, 1-0, 3-0) | Suisse |  |

| Feuille de match | Feuille de match | Feuille de match | Feuille de match | Feuille de match |
| ---------------- | ---------------- | ---------------- | ---------------- | ---------------- |
|                  |                  |                  |                  |                  |
|                  |                  |                  |                  |                  |
|                  |                  |                  |                  |                  |
|                  |                  |                  |                  |                  |

| 3 juin 2013 | Portugal | 1-0 (0-0, 1-0, 0-0) | Tchéquie |  |

| Feuille de match | Feuille de match | Feuille de match | Feuille de match | Feuille de match |
| ---------------- | ---------------- | ---------------- | ---------------- | ---------------- |
|                  |                  |                  |                  |                  |
|                  |                  |                  |                  |                  |
|                  |                  |                  |                  |                  |
|                  |                  |                  |                  |                  |

| 4 juin 2013 | Portugal | 10-0 (1-0, 7-0, 2-0) | France |  |

| Feuille de match | Feuille de match | Feuille de match | Feuille de match | Feuille de match |
| ---------------- | ---------------- | ---------------- | ---------------- | ---------------- |
|                  |                  |                  |                  |                  |
|                  |                  |                  |                  |                  |
|                  |                  |                  |                  |                  |
|                  |                  |                  |                  |                  |

| 4 juin 2013 | Tchéquie | 7-2 (1-1, 3-1, 3-0) | États-Unis |  |

| Feuille de match | Feuille de match | Feuille de match | Feuille de match | Feuille de match |
| ---------------- | ---------------- | ---------------- | ---------------- | ---------------- |
|                  |                  |                  |                  |                  |
|                  |                  |                  |                  |                  |
|                  |                  |                  |                  |                  |
|                  |                  |                  |                  |                  |

| 5 juin 2013 | Suisse | 4-4 (1-0, 2-3, 1-1) | Portugal |  |

| Feuille de match | Feuille de match | Feuille de match | Feuille de match | Feuille de match |
| ---------------- | ---------------- | ---------------- | ---------------- | ---------------- |
|                  |                  |                  |                  |                  |
|                  |                  |                  |                  |                  |
|                  |                  |                  |                  |                  |
|                  |                  |                  |                  |                  |

| 5 juin 2013 | Tchéquie | 20-0 (7-0, 5-0, 8-0) | France |  |

| Feuille de match | Feuille de match | Feuille de match | Feuille de match | Feuille de match |
| ---------------- | ---------------- | ---------------- | ---------------- | ---------------- |
|                  |                  |                  |                  |                  |
|                  |                  |                  |                  |                  |
|                  |                  |                  |                  |                  |
|                  |                  |                  |                  |                  |

| 6 juin 2013 | Portugal | 5-3 (2-0, 0-2, 3-1) | États-Unis |  |

| Feuille de match | Feuille de match | Feuille de match | Feuille de match | Feuille de match |
| ---------------- | ---------------- | ---------------- | ---------------- | ---------------- |
|                  |                  |                  |                  |                  |
|                  |                  |                  |                  |                  |
|                  |                  |                  |                  |                  |
|                  |                  |                  |                  |                  |

| 6 juin 2013 | Suisse | 15-0 (3-0, 4-0, 8-0) | France |  |

| Feuille de match | Feuille de match | Feuille de match | Feuille de match | Feuille de match |
| ---------------- | ---------------- | ---------------- | ---------------- | ---------------- |
|                  |                  |                  |                  |                  |
|                  |                  |                  |                  |                  |
|                  |                  |                  |                  |                  |
|                  |                  |                  |                  |                  |

### Matchs de classement 7 à 10

#### Demi-finales de classement 7 à 10
| 7 juin 2013 | Allemagne | 8-3 (3-0, 2-2, 3-1) | France |  |

| Feuille de match | Feuille de match | Feuille de match | Feuille de match | Feuille de match |
| ---------------- | ---------------- | ---------------- | ---------------- | ---------------- |
|                  |                  |                  |                  |                  |
|                  |                  |                  |                  |                  |
|                  |                  |                  |                  |                  |
|                  |                  |                  |                  |                  |

| 7 juin 2013 | Suisse | 8-3 (3-0, 4-0, 8-0) | Pakistan |  |

| Feuille de match | Feuille de match | Feuille de match | Feuille de match | Feuille de match |
| ---------------- | ---------------- | ---------------- | ---------------- | ---------------- |
|                  |                  |                  |                  |                  |
|                  |                  |                  |                  |                  |
|                  |                  |                  |                  |                  |
|                  |                  |                  |                  |                  |

#### Places 9 et 10
| 8 juin 2013 | Pakistan | 5-3 (0-1, 2-1, 3-1) | France |  |

| Feuille de match | Feuille de match | Feuille de match | Feuille de match | Feuille de match |
| ---------------- | ---------------- | ---------------- | ---------------- | ---------------- |
|                  |                  |                  |                  |                  |
|                  |                  |                  |                  |                  |
|                  |                  |                  |                  |                  |
|                  |                  |                  |                  |                  |

#### Places 7 et 8
| 8 juin 2013 | Suisse | 2-0 (1-0, 1-0, 0-0) | Allemagne |  |

| Feuille de match | Feuille de match | Feuille de match | Feuille de match | Feuille de match |
| ---------------- | ---------------- | ---------------- | ---------------- | ---------------- |
|                  |                  |                  |                  |                  |
|                  |                  |                  |                  |                  |
|                  |                  |                  |                  |                  |
|                  |                  |                  |                  |                  |

### Phase à élimination directe
|  | Quarts de finale | Quarts de finale |              |                        | Demi-finales | Demi-finales |  |  | Finale | Finale |
|  | Quarts de finale | Quarts de finale |              |                        | Demi-finales | Demi-finales |  |  | Finale | Finale |
|  |                  |                  |              |                        |              |              |  |  |        |        |
|  |                  |                  |              |                        |              |              |  |  |        |        |
|  |                  |                  |              |                        |              |              |  |  |        |        |
|  | Canada           | 1                |              |                        |              |              |  |  |        |        |
|  | Canada           | 1                | Rép. tchèque | 1                      |              |              |  |  |        |        |
|  | Rép. tchèque     | 5                | Rép. tchèque | 1                      |              |              |  |  |        |        |
|  | Rép. tchèque     | 5                | Grèce        | 0                      |              |              |  |  |        |        |
|  |                  |                  | Grèce        | 0                      | Rép. tchèque | 1            |  |  |        |        |
|  |                  |                  |              |                        | Rép. tchèque | 1            |  |  |        |        |
|  |                  | Slovaquie        | 2            |                        |              |              |  |  |        |        |
|  | Slovaquie        | Slovaquie        | 2            | 6                      |              |              |  |  |        |        |
|  | Slovaquie        | Slovaquie        | 4            | 6                      |              |              |  |  |        |        |
|  | États-Unis       | Slovaquie        | 4            | 1                      |              |              |  |  |        |        |
|  | États-Unis       | Portugal         | 3            | 1                      |              |              |  |  |        |        |
|  |                  | Portugal         | 3            | Match pour la 3e place |              |              |  |  |        |        |
|  |                  |                  |              |                        |              |              |  |  |        |        |
|  |                  |                  |              |                        |              |              |  |  |        |        |
|  |                  |                  |              |                        |              |              |  |  |        |        |
|  | Canada           | 7                |              |                        |              |              |  |  |        |        |
|  | Canada           | 7                |              |                        |              |              |  |  |        |        |
|  | Portugal         | 3                |              |                        |              |              |  |  |        |        |
|  | Portugal         | 3                |              |                        |              |              |  |  |        |        |

#### Quarts de finale
| 7 juin 2013 | Slovaquie | 6-1 (1-0, 4-1, 1-0) | États-Unis |  |

| Feuille de match | Feuille de match | Feuille de match            | Feuille de match                      | Feuille de match |
| ---------------- | --- | --------------------------- | ------------------------------------- | ---------------- |
|                  | J. Martinusík (J. Rímskí) — 1 min 46 s M. Ladiver (M. Beniac) — 15 min 11 s P. Zulko (M. Slovák) — 16 min 22 s M. Beniac (R. Kassa) — 20 min 7 s R. Kassa (P. Svitana) — 29 min 15 s M. Slovák — 31 min 14 s | 1–0 2–0 3–0 4–0 4–1 5–1 6–1 | A. Hildreth (C. Haynes) — 26 min 17 s |                  |
| Stanislav Petrík | Gardiens | Mike Zambon                 |                                       |                  |
|                  | |                             |                                       |                  |
| 45               | Tirs | 13                          |                                       |                  |

| 7 juin 2013 | Tchéquie | 1-0 (0-0, 1-0, 0-0) | Grèce |  |

| Feuille de match | Feuille de match                   | Feuille de match | Feuille de match | Feuille de match |
| ---------------- | ---------------------------------- | ---------------- | ---------------- | ---------------- |
|                  | O. Kejř (L. Hudeček) — 28 min 31 s | 1–0              |                  |                  |
| Lukáš Heczko     | Gardiens                           | Ioannis Vrettis  |                  |                  |
|                  |                                    |                  |                  |                  |
| 40               | Tirs                               | 16               |                  |                  |

#### Demi-finales
| 8 juin 2013 | Slovaquie | 4-3 (2-1, 1-1, 1-1) | Portugal |  |

| Feuille de match | Feuille de match | Feuille de match            | Feuille de match                                                                                           | Feuille de match |
| ---------------- | --- | --------------------------- | --- | ---------------- |
|                  | R. Kassa (P. Svitana) — 5 min 12 s M. Behul (B. Oravec) — 12 min 2 s J. Martinusík (M. Slovák) — 21 min 54 s B. Oravec (M. Behul) — 36 min 16 s | 1–0 1–1 2–1 3–1 3–2 4–2 4–3 | R. Alberto (R. Pires) — 7 min 15 s R. Alberto (R. Pires) — 22 min 47 s C. Creador (R. Pires) — 44 min 17 s |                  |
| Stanislav Petrík | Gardiens | Daniel Medeiros             | |                  |
|                  | |                             | |                  |
| 29               | Tirs | 15                          | |                  |

| 8 juin 2013 | Tchéquie | 5-1 (2-0, 2-0, 1-1) | Canada |  |

| Feuille de match | Feuille de match | Feuille de match        | Feuille de match                  | Feuille de match |
| ---------------- | --- | ----------------------- | --------------------------------- | ---------------- |
|                  | T. Hak (O. Kejř) — 2 min 25 s J. Bacovský (O. Lux) — 4 min 9 s T. Kudela (O. Kejř) — 27 min 20 s J. Pospíšil (O. Kejř) — 28 min J. Bacovský — 44 min 59 s | 1–0 2–0 3–0 4–0 4–1 5–1 | T. Ryan (C. Sparkes) — 36 min 5 s |                  |
| Lukáš Heczko     | Gardiens | Fabio Luongo            |                                   |                  |
|                  | |                         |                                   |                  |
| 26               | Tirs | 27                      |                                   |                  |

#### Troisième place
| 9 juin 2013 | Canada | 7-3 (2-0, 1-2, 4-1) | Portugal |  |

| Feuille de match | Feuille de match | Feuille de match | Feuille de match | Feuille de match |
| ---------------- | ---------------- | ---------------- | ---------------- | ---------------- |
|                  |                  |                  |                  |                  |
|                  |                  |                  |                  |                  |
|                  |                  |                  |                  |                  |
|                  |                  |                  |                  |                  |

#### Finale
| 9 juin 2013 | Slovaquie | 2-1 (1-0, 1-0, 0-1) | Tchéquie |  |

| Feuille de match | Feuille de match                                                             | Feuille de match | Feuille de match                   | Feuille de match |
| ---------------- | ---------------------------------------------------------------------------- | ---------------- | ---------------------------------- | ---------------- |
|                  | B. Oravec (J. Rímskí) — 13 min 14 s J. Martinusík (M. Ladiver) — 16 min 13 s | 1–0 2–0 2–1      | T. Wróbel (P. Kubeš) — 33 min 51 s |                  |
| Stanislav Petrík | Gardiens                                                                     | Lukáš Heczko     |                                    |                  |
|                  |                                                                              |                  |                                    |                  |
| 24               | Tirs                                                                         | 20               |                                    |                  |

### Division B
| Rang  | Équipe       | Pts | J | G | N | P  | Bp | Bc  | Diff |
| ----- | ------------ | --- | - | - | - | -- | -- | --- | ---- |
| +001, | Bermudes     | 6   | 5 | 1 | 0 | 28 | 9  | +19 | 11   |
| +002, | Italie       | 6   | 3 | 2 | 1 | 17 | 14 | +3  | 8    |
| +003, | Hong Kong    | 6   | 3 | 0 | 3 | 14 | 20 | -6  | 6    |
| +004, | Israël       | 6   | 2 | 1 | 3 | 16 | 20 | -4  | 5    |
| +005, | Îles Caïmans | 6   | 2 | 1 | 3 | 17 | 15 | +2  | 5    |
| +006, | Royaume-Uni  | 6   | 2 | 0 | 4 | 14 | 19 | -5  | 4    |
| +007, | Arménie      | 6   | 1 | 1 | 4 | 14 | 23 | -9  | 3    |

| 2 juin 2013 | Italie | 3-3 (2-1, 0-1, 1-1) | Israël |  |

| 2 juin 2013 | Bermudes | 8-1 (3-0, 1-0, 4-1) | Hong Kong |  |

| 2 juin 2013 | Îles Caïmans | 4-1 (3-0, 1-0, 0-1) | Royaume-Uni |  |

| 3 juin 2013 | Bermudes | 3-1 (0-0, 2-1, 1-0) | Italie |  |

| 3 juin 2013 | Hong Kong | 2-1 (2-1, 0-0, 0-0) | Israël |  |

| 3 juin 2013 | Royaume-Uni | 6-1 (1-0, 4-1, 1-0) | Arménie |  |

| 4 juin 2013 | Îles Caïmans | 4-1 (2-0, 1-1, 1-0) | Arménie |  |

| 4 juin 2013 | Italie | 4-3 (1-1, 2-1, 1-1) | Hong Kong |  |

| 4 juin 2013 | Bermudes | 5-1 (2-0, 0-1, 3-0) | Israël |  |

| 5 juin 2013 | Arménie | 4-2 (1-0, 2-1, 1-1) | Israël |  |

| 5 juin 2013 | Bermudes | 4-2 (0-1, 2-1, 2-0) | Îles Caïmans |  |

| 5 juin 2013 | Italie | 3-0 (1-0, 1-0, 1-0) | Royaume-Uni |  |

| 6 juin 2013 | Îles Caïmans | 3-3 (1-1, 2-0, 0-2) | Italie |  |

| 6 juin 2013 | Bermudes | 4-0 (1-0, 1-0, 2-0) | Royaume-Uni |  |

| 6 juin 2013 | Hong Kong | 4-2 (0-1, 2-0, 2-1) | Arménie |  |

| 7 juin 2013 | Israël | 4-2 (0-1, 2-1, 2-0) | Royaume-Uni |  |

| 7 juin 2013 | Hong Kong | 1-0 (0-0, 0-0, 1-0) | Îles Caïmans |  |

| 7 juin 2013 | Bermudes | 4-4 (1-1, 1-2, 2-1) | Arménie |  |

| 8 juin 2013 | Italie | 3-2 (1-1, 0-1, 2-0) | Arménie |  |

| 8 juin 2013 | Israël | 5-4 (1-4, 2-0, 2-0) | Îles Caïmans |  |

| 8 juin 2013 | Royaume-Uni | 5-3 (2-1, 1-2, 2-0) | Hong Kong |  |

#### Places 13 et 14
| 9 juin 2013 | Israël | 3-2 (0-0, 2-1, 0-1, 1-0) | Hong Kong |  |

#### Finale Division B (Places 11 et 12)
| 9 juin 2013 | Bermudes | 3-2 (0-0, 1-2, 1-0, 1-0) | Italie |  |

### Classement final
| Place              | Équipe       |
| ------------------ | ------------ |
| Médaille d'or      | Slovaquie    |
| Médaille d'argent  | Tchéquie     |
| Médaille de bronze | Canada       |
| 4                  | Portugal     |
| 5                  | États-Unis   |
| 6                  | Grèce        |
| 7                  | Suisse       |
| 8                  | Allemagne    |
| 9                  | Pakistan     |
| 10                 | France       |
| 11                 | Bermudes     |
| 12                 | Italie       |
| 13                 | Hong Kong    |
| 14                 | Îles Caïmans |
| 15                 | Israël       |
| 16                 | Royaume-Uni  |
| 17                 | Arménie      |